# Associazione Calcio Lecco 1945-1946
Questa voce raccoglie le informazioni riguardanti  l'Associazione Calcio Lecco nelle competizioni ufficiali della stagione 1945-1946.

## Rosa
| N. |                   | Ruolo | Calciatore        |
| -- | ----------------- | ----- | ----------------- |
|    | Italia (bandiera) | A     | Carlo Biagi       |
|    | Italia (bandiera) | C     | Giuseppe Bonomi   |
|    | Italia (bandiera) | A     | Ermes Borsetti    |
|    | Italia (bandiera) | D     | Carmelo Buonocore |
|    | Italia (bandiera) | P     | Celli             |
|    | Italia (bandiera) | C     | Ruggero Di Cuonzo |
|    | Italia (bandiera) | C     | Angelo Meroni     |
|    | Italia (bandiera) | D     | Sergio Montipò    |

| N. |                   | Ruolo | Calciatore       |
| -- | ----------------- | ----- | ---------------- |
|    | Italia (bandiera) | C     | Angelo Piccioli  |
|    | Italia (bandiera) | A     | Piero Redaelli   |
|    | Italia (bandiera) | D     | Sergio Realini   |
|    | Italia (bandiera) | A     | Umberto Renica   |
|    | Italia (bandiera) | A     | Pietro Riva      |
|    | Italia (bandiera) | C     | Carlo Rossetti   |
|    | Italia (bandiera) | P     | Giuseppe Zibetti |
|    | Italia (bandiera) | A     | Renato Zorzolo   |